# Verneuil-l’Étang
Verneuil-l’Étang település Franciaországban, Seine-et-Marne megyében. Lakosainak száma 3211 fő (2022. január 1.). Verneuil-l’Étang Chaumes-en-Brie, Andrezel, Aubepierre-Ozouer-le-Repos, Beauvoir és Guignes községekkel határos.

## Népesség
A település népessége az elmúlt években az alábbi módon változott:
| Lakosok száma | 3239 | 3214 | 3248 | 3237 | 3223 | 3204 | 3186 | 3198 | 3211 |
|               | 2013 | 2015 | 2016 | 2017 | 2018 | 2019 | 2020 | 2021 | 2022 |